# 関南村
関南村（せきなみむら）は茨城県多賀郡にかつて存在した村である。

## 地理
- 現在の北茨城市の北東部に位置する。
- 村域は多賀山地の一部でほとんど山がちな地形になっている。
- 村は太平洋に面している。

## 歴史

### 村域の変遷
- 1889年（明治22年）4月1日 - 町村制施行により、関本下村・神岡上村・神岡下村・仁井田村が合併し多賀郡関南村が発足。
- 1956年（昭和31年）3月31日 - 関南村は磯原町・大津町・平潟町・南中郷村・関本村とともに合併し、茨城市が発足。同日、改称し北茨城市となる。関南村は消滅。

変遷表
| 1868年 以前 | 1868年 以前 | 明治元年 | 明治22年 4月1日 | 昭和31年 3月31日         | 現在     |
| ----------- | ----------- | -------- | --------------- | ------------------------ | -------- |
|             | 関本下村    | 関本下村 | 関南村          | 茨城市 即日改称 北茨城市 | 北茨城市 |
|             | 関本下村    | 仁井田村 | 関南村          | 茨城市 即日改称 北茨城市 | 北茨城市 |
|             | 神岡下村    | 神岡下村 | 関南村          | 茨城市 即日改称 北茨城市 | 北茨城市 |
|             | 神岡下村    | 神岡上村 | 関南村          | 茨城市 即日改称 北茨城市 | 北茨城市 |

## 大字
- 関本下（せきもとしも）
- 神岡上（かみおかかみ）
- 神岡下（かみおかしも）
- 仁井田（にいだ）

## 人口・世帯

### 人口
総数 [単位： 人]
| 1891年（明治24年） | 1,646 |
| 1902年（明治35年） | 1,758 |
| 1920年（大正 9年） | 2,056 |
| 1935年（昭和10年） | 2,694 |
| 1950年（昭和25年） | 3,257 |
| 1955年（昭和30年） | 3,307 |

### 世帯
総数 [単位： 世帯]
| 1920年（大正 9年） | 422 |
| 1935年（昭和10年） | 617 |
| 1950年（昭和25年） | 608 |
| 1955年（昭和30年） | 617 |

## 交通

### 道路
- 一級国道
  - 国道6号（陸前浜街道）